# Demonstration
För andra betydelser, se Demonstration (olika betydelser).

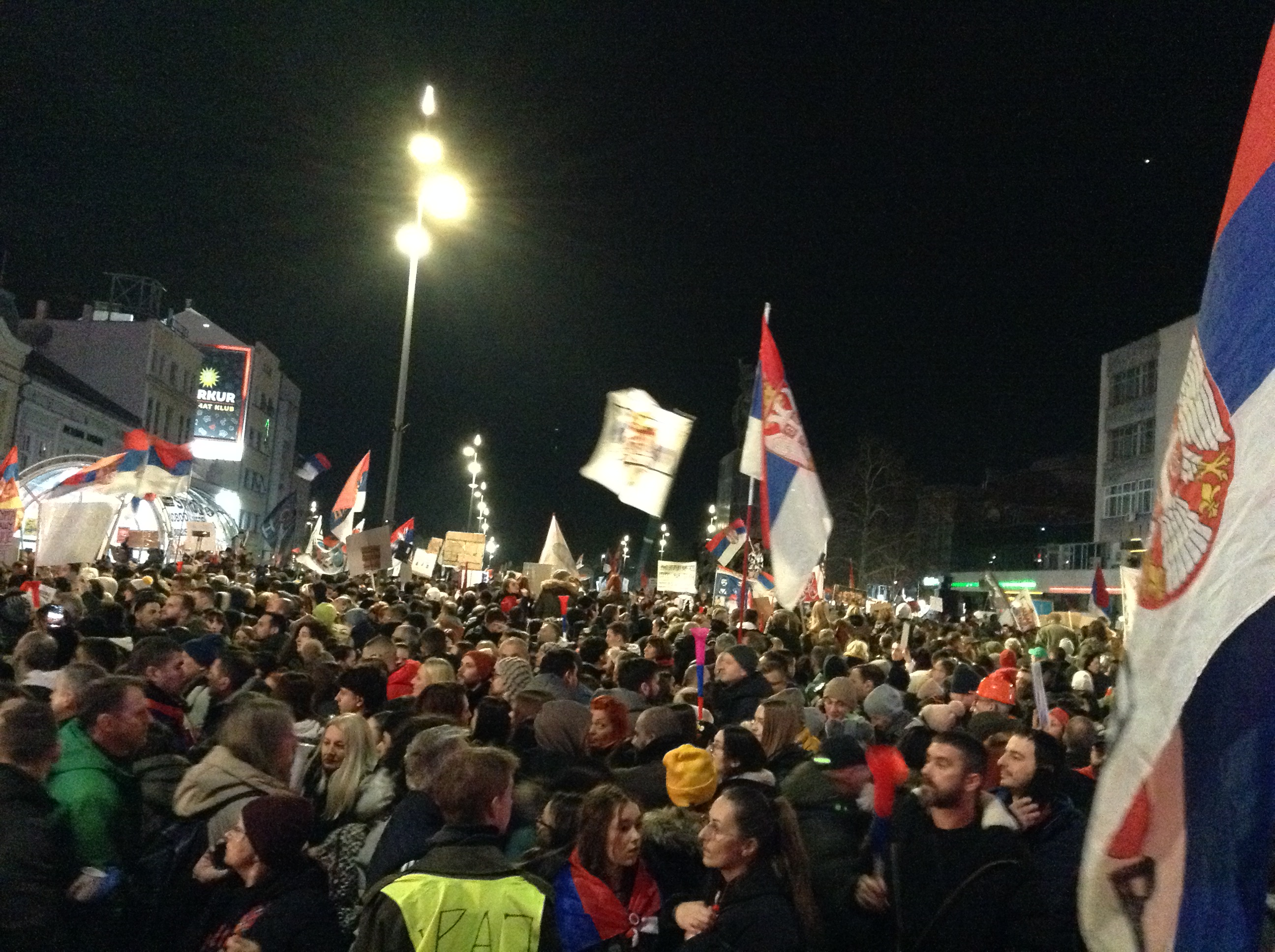
Demonstration i Niš, Serbien i mars 2025 efter att taket på järnvägsstationen i Novi Sad rasade i november 2024 (se demonstrationerna i Serbien 2024–2025).

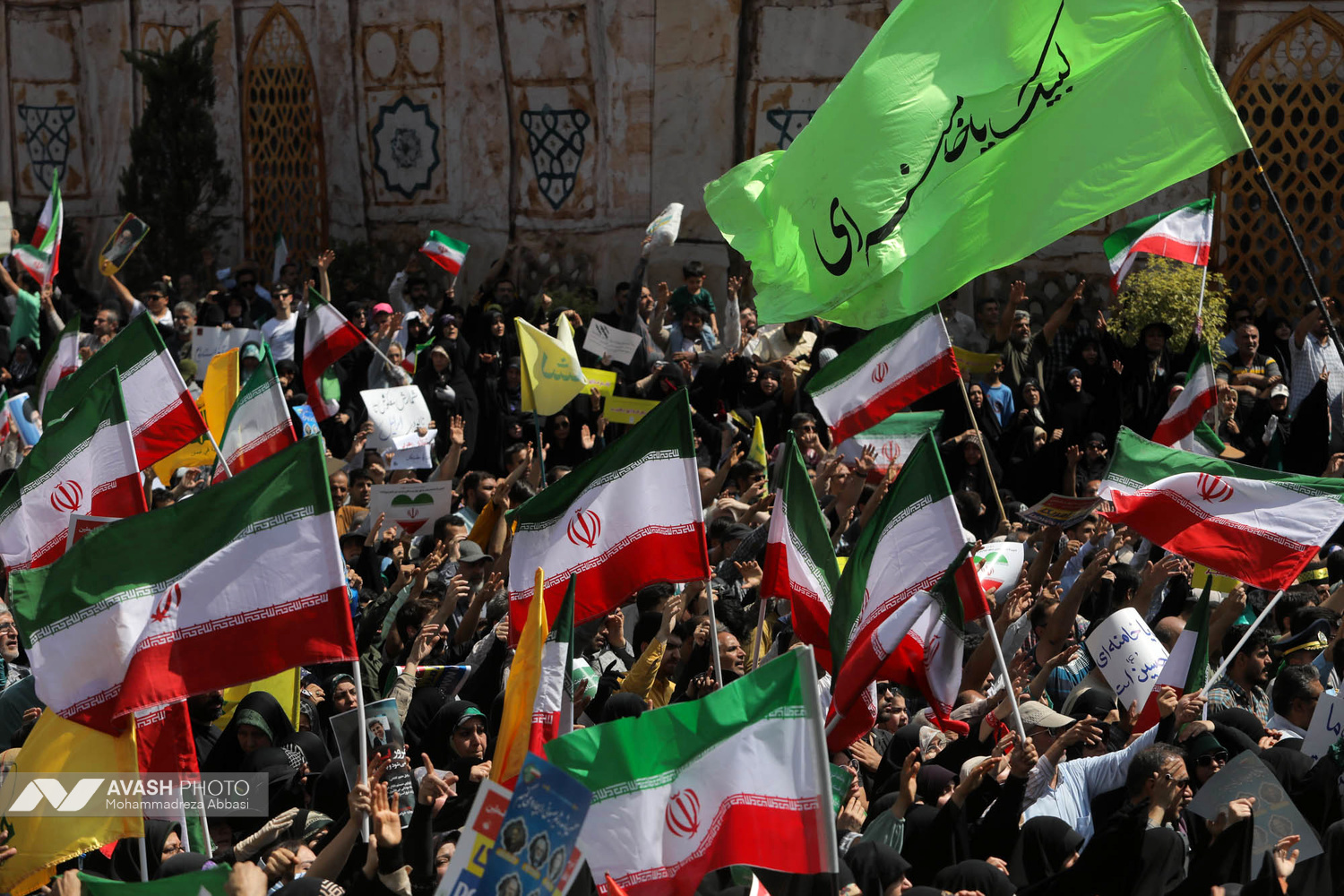
Demonstrationer i Teheran, Iran den 20 juni 2025 mot Israels attacker mot Iran under kriget mellan Iran och Israel.

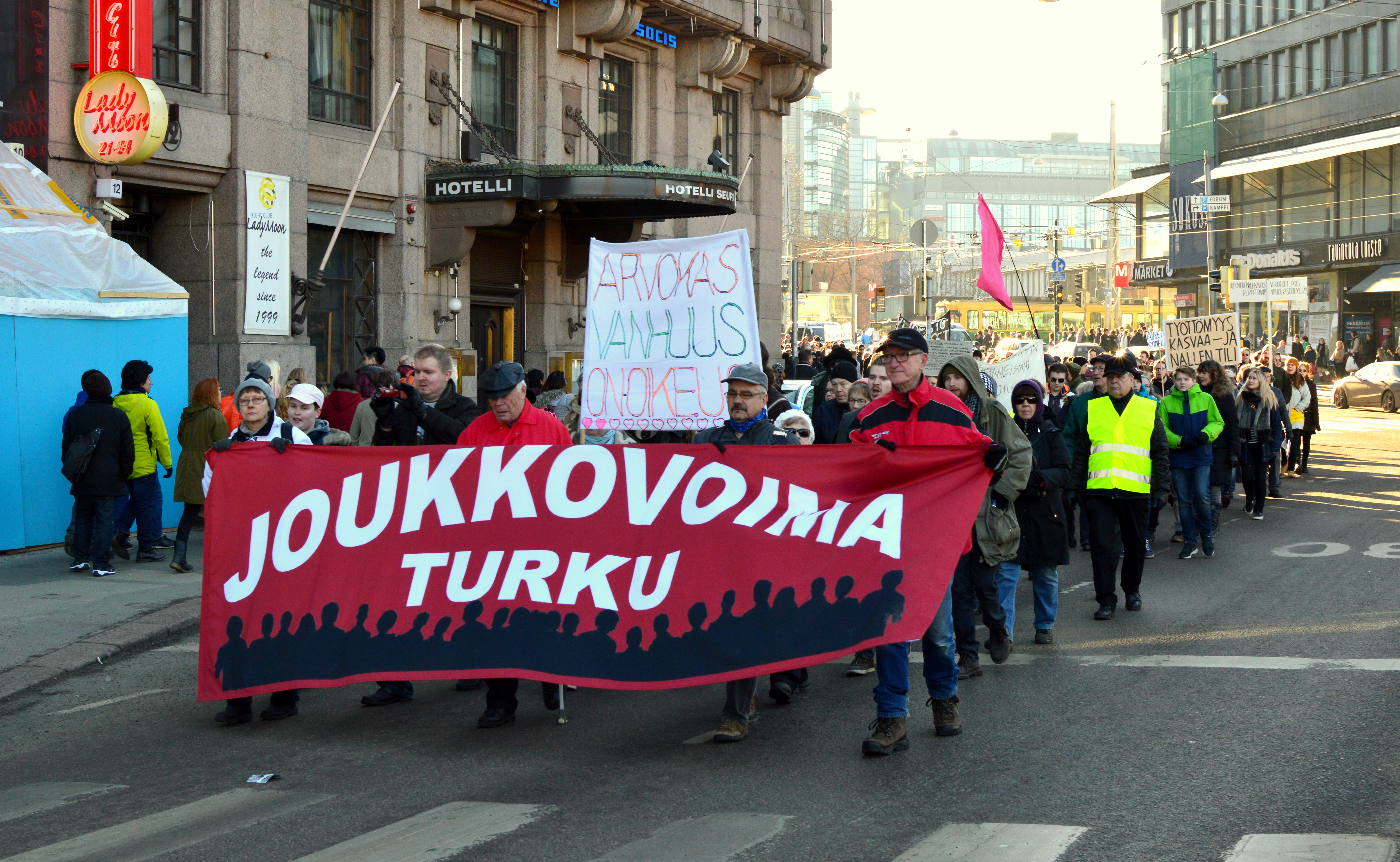
Nätverket Joukkovoima demonstrerar i centrala Helsingfors mot åtstramningar i mars 2016.

En demonstration är en folkmassa som samlats för att avge en meningsyttring, det vill säga offentligt uttrycka sin åsikt i en politisk eller annan fråga. Detta kan innebära att vara för eller emot något eller kräva någon konkret förändring. Det är vanligt att demonstrationer marscherar från en samlingsplats till en annan plats i form av ett demonstrationståg, och att man lyssnar på tal vid någon av dessa platser. Ofta bärs plakat och/eller banderoller. Det förekommer också att deltagarna i en demonstration deltar i talkörer. Ordets ursprung är latinets demonstrare som betyder "visa upp".
Demonstrationer är i allmänhet tillåtna i demokratier, och anses utgöra en del av yttrandefriheten och den fria opinionsbildningen.

## Protestmetoder
Ett antal olika protestvarianter används i samband med en demonstration. Förutom demonstrationståg med plakat (exempel: förstamajdemonstration), förekommer kastrullkonserter (skrammel med husgeråd; vanliga i Sydamerika), flashmobbar och sittstrejker.
Liknande protestyttringar förekommer även bland folk som samlats av andra orsaker än demonstration. På läktare vid idrottsevenemang kan visselkonserter eller näsduksviftningar (pañolador) förekomma. Enstaka människor kan ägna sig åt bed-in eller hungerstrejker.

## Sverige
Rätten att demonstrera, demonstrationsfriheten, är grundlagsskyddad i Sverige enligt Regeringsformen. Enligt denna gäller att "mötesfriheten och demonstrationsfriheten får begränsas av hänsyn till ordning och säkerhet vid sammankomsten eller demonstrationen eller till trafiken. I övrigt får dessa friheter begränsas endast av hänsyn till rikets säkerhet eller för att motverka farsot."
I Sverige är en demonstration ur juridisk synpunkt en allmän sammankomst. Lagstiftning avseende allmänna sammankomster finns i Ordningslagen (1993:1617). Där stadgas i 2 kap §4 att "Allmänna sammankomster och offentliga tillställningar får inte utan tillstånd anordnas på offentliga platser …Om det kan ske utan fara för ordning och säkerhet eller för trafiken, får emellertid anordnaren befrias från skyldigheten att söka tillstånd enligt detta stycke för tillställning av visst slag. Ett beslut om befrielse får förenas med villkor". Vidare stadgas i 5§ att "Den som avser att inom ett område som redovisas i detaljplan anordna en sådan allmän sammankomst utomhus eller offentlig tillställning som det inte krävs tillstånd för enligt 4 § skall anmäla detta." Ansökan och anmälan om så kallat demonstrationstillstånd görs enligt lagen hos polismyndigheten. Brott mot kravet på ansökan eller anmälan bestraffas med böter eller fängelse i högst 6 månader.
Den senaste revideringen av Ordningslagen trädde i kraft 2006-01-01 samtidigt som maskeringsförbud infördes vid demonstrationer i vissa fall. Polisen måste informera om när maskeringsförbud börjar råda.

## Bilder

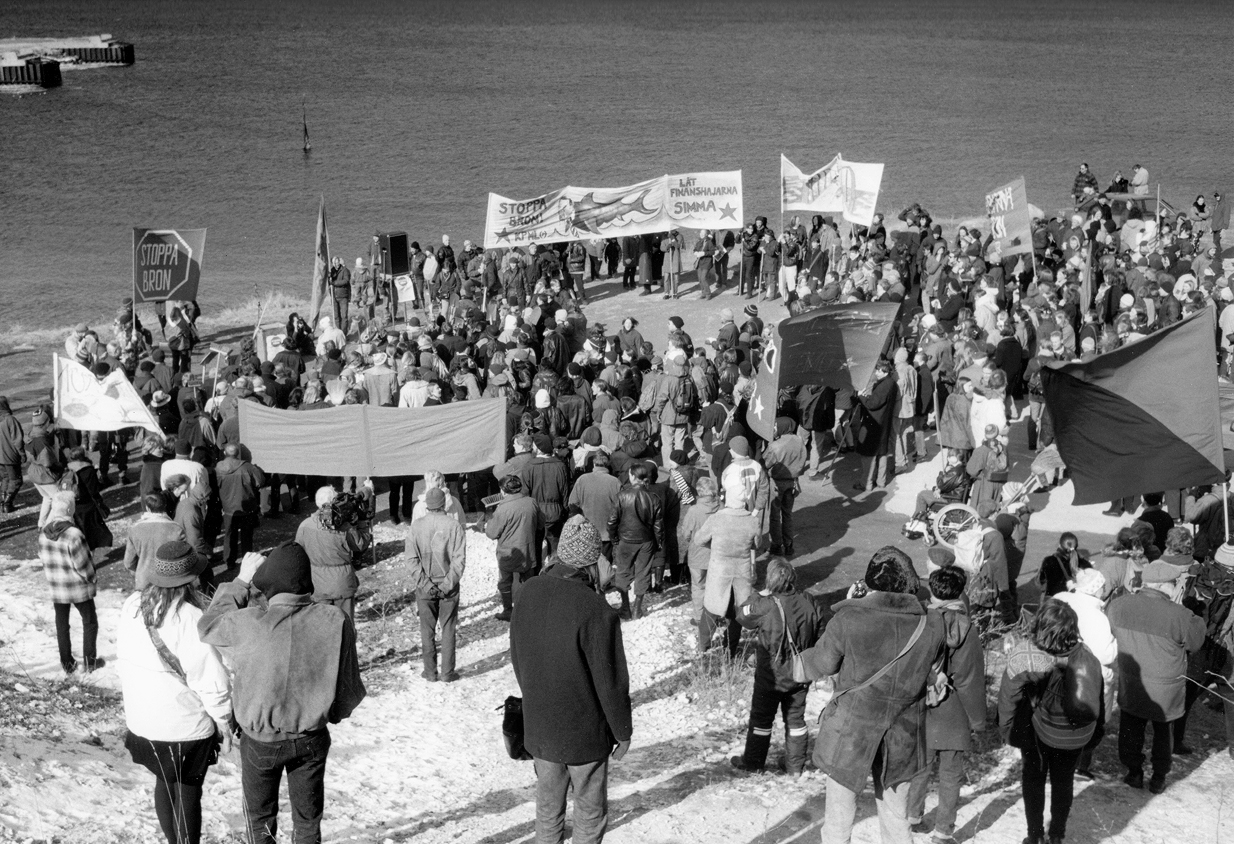
Miljörörelsen "Stoppa Bron" vid en av många demonstrationer mot bron, här vid Lernacken våren 1993.
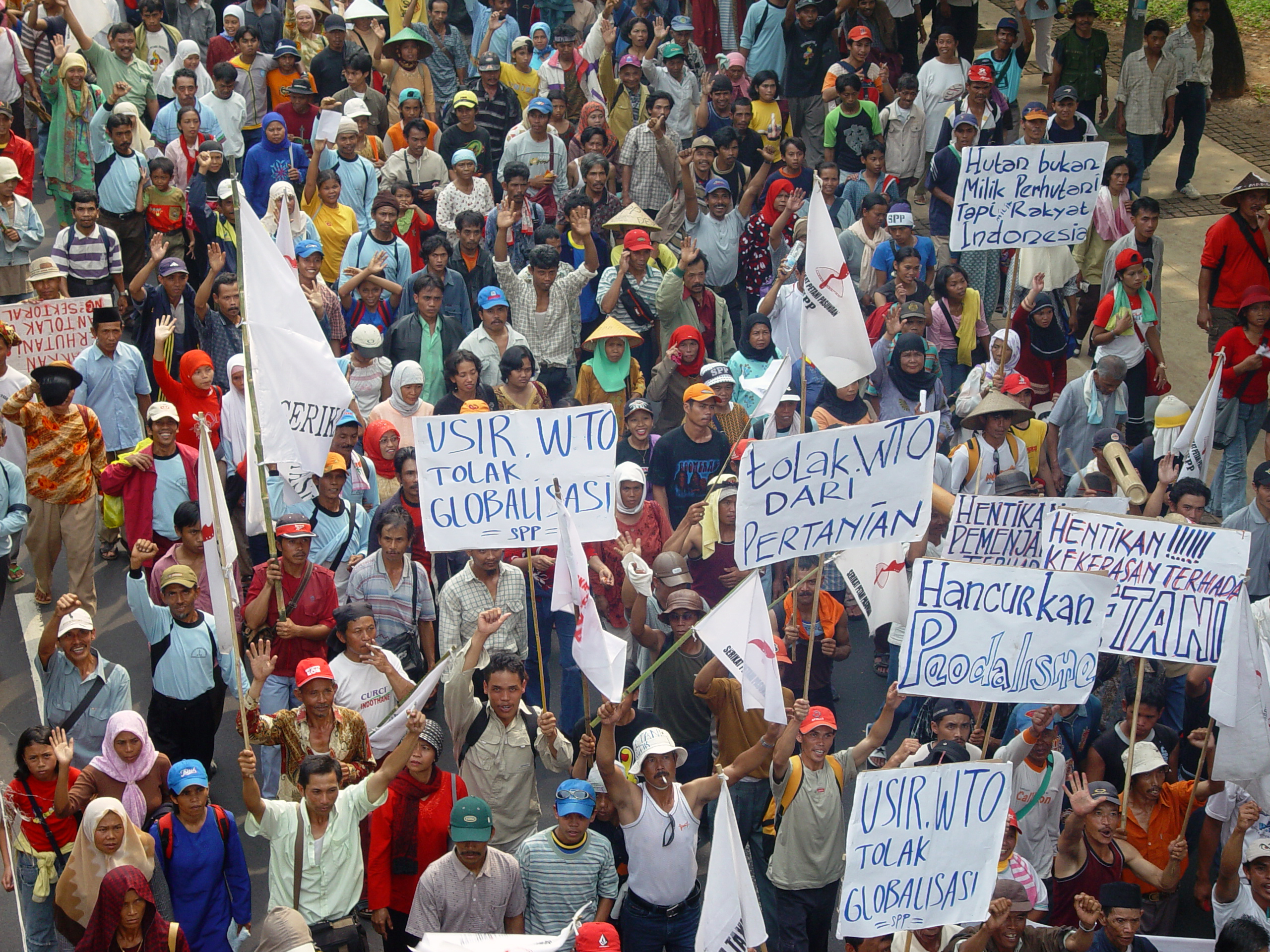
Bönder som demonstrerar i Jakarta
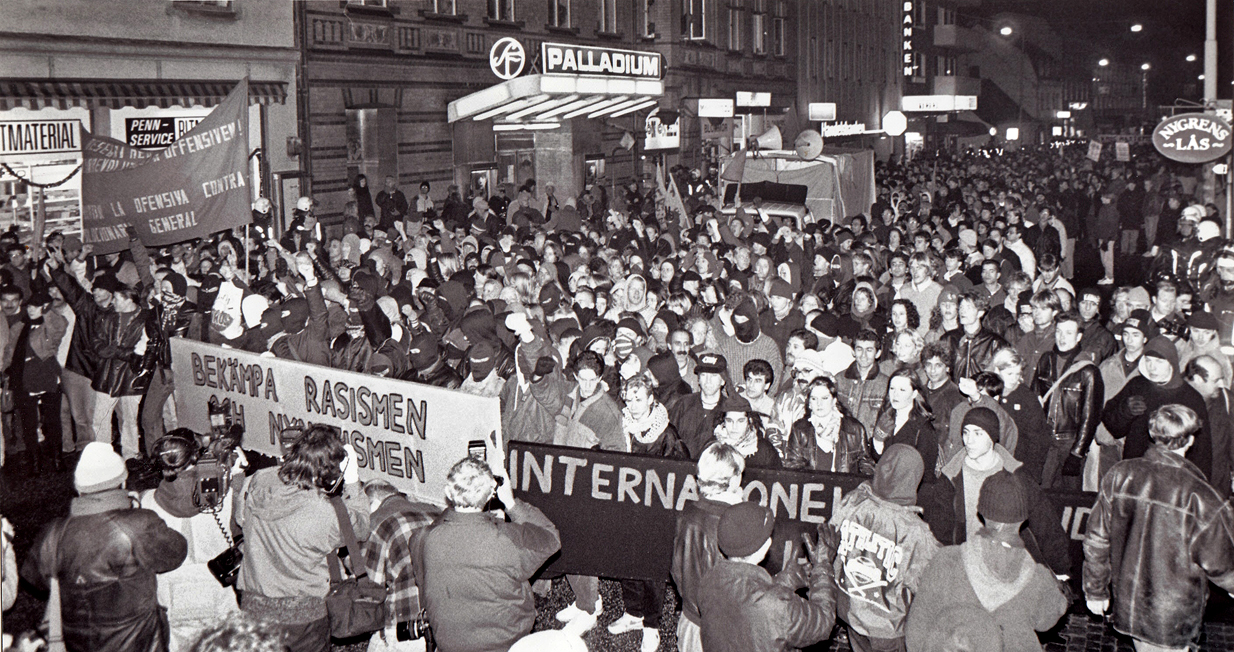
Demonstration mot rasism den 30 november 1991 i Lund.